# HagaZiekenhuis

Logo HagaZiekenhuis

Het HagaZiekenhuis is een algemeen ziekenhuis in Den Haag en Zoetermeer. Het HagaZiekenhuis is een erkend Topklinisch Opleidingsziekenhuis (STZ) voor 24 specialismen. Dat betekent dat het ziekenhuis niet alleen de basiszorg biedt, maar ook hoogspecialistische zorg op een aantal gebieden. Het HagaZiekenhuis leidt continu toekomstige artsen en verpleegkundigen op. 
Het HagaZiekenhuis heeft bijna 5000 medewerkers. In 2021 nam het HagaZiekenhuis in Den Haag bijna 22.000 patiënten op, kwamen bijna 115.000 patiënten voor de eerste keer in een van de poliklinieken en bezochten 46.634 de Spoedeisende Hulp. Ieder jaar bevallen zo'n 4000 vrouwen in het Haga Juliana Geboortecentrum. Het ziekenhuis maakt deel uit van de elf traumacentra in Nederland: Traumacentrum West-Nederland.

## Geschiedenis

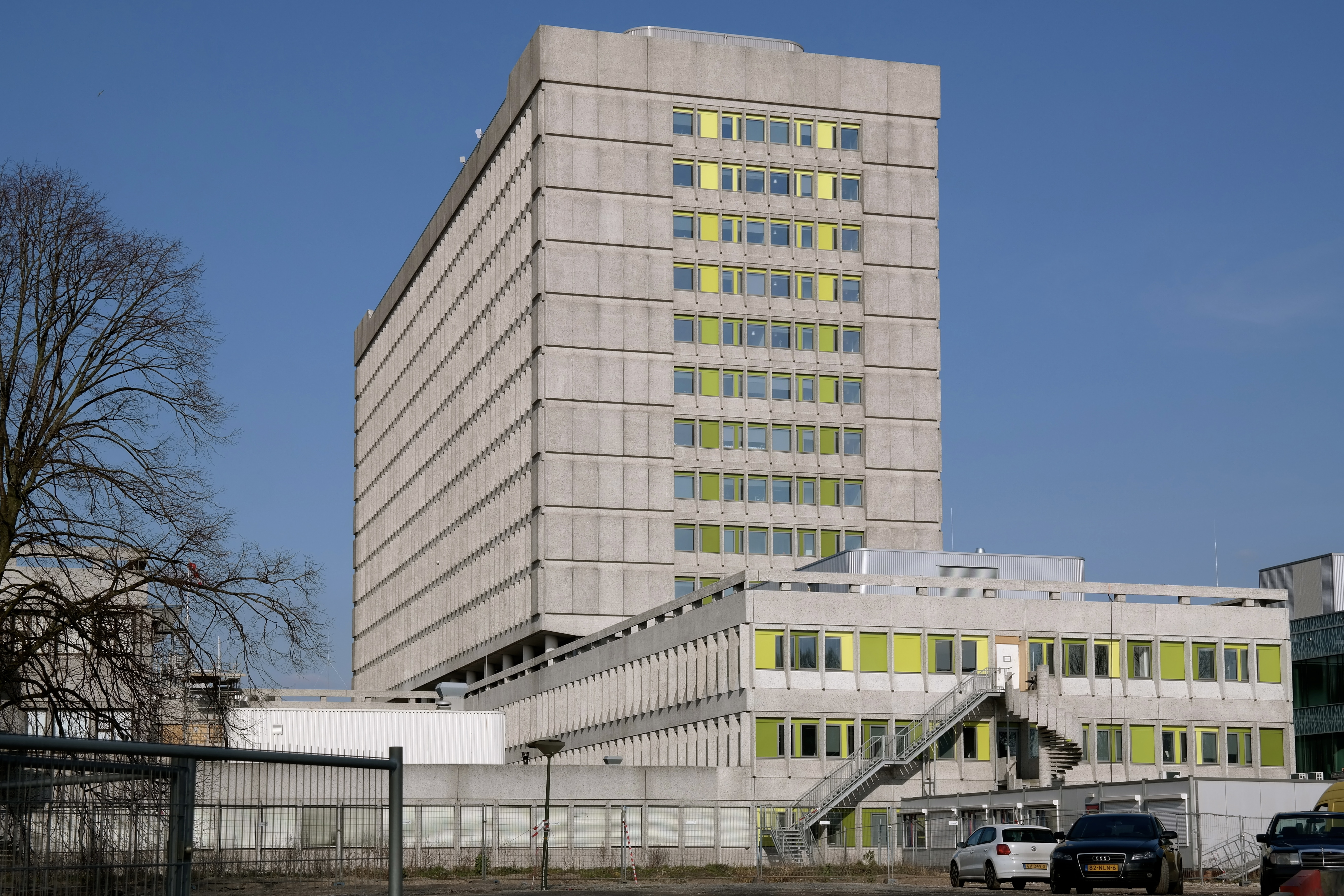
HagaZiekenhuis, locatie Leyweg Den Haag

De naam HagaZiekenhuis bestaat sinds 2004. Toen fuseerde het Ziekenhuis Leyenburg met de Stichting Samenwerkende Ziekenhuizen, ontstaan uit een eerdere fusie van het Rode Kruis Ziekenhuis en het Juliana KinderZiekenhuis.
Maar de voorlopers waren al sinds 1823 in de stad aanwezig: het Burger gasthuis (60 bedden, 1823-1885), Ziekenhuis Zuidwal (1865-1972) en Ziekenhuis Leyenburg (1972-2004). Het Rode Kruis Ziekenhuis ontstond in 1863 en kent een bewogen geschiedenis. De voorloper van het JKZ begon in 1885 met 6 bedjes en een wieg. In 1929, bij de opening van een nieuw pand aan de Dr. Van Welylaan, kreeg het de naam Juliana Kinderziekenhuis.
De naam Haga stamt uit 1229, toen graaf Floris IV een landhuis kocht in een dichtbegroeid bos aan een klein duinmeertje. De naam van dat landhuis was 'Haga'. Van het landhuis zijn geen resten bewaard gebleven; het duinmeertje vormt de basis van de huidige 'Hofvijver'. Het logo van het HagaZiekenhuis verwijst naar de naam en plaats van het ziekenhuis: de groene stad Den Haag aan de blauwe Noordzee.
Het Juliana KinderZiekenhuis, het Haga Juliana Geboortecentrum, het Ronald McDonaldhuis en het geboortehotel zijn in april 2015 naar de nieuwbouw aan het Els Borst-Eilersplein verhuisd. De buitenpolikliniek van het HagaZiekenhuis aan de Dublinweg in het Wateringse Veld werd in augustus 2015 gesloten De locatie Sportlaan van het HagaZiekenhuis sloot per 1 januari 2021.
Op 1 maart 2023 fuseerde het HagaZiekenhuis met het LangeLand Ziekenhuis in Zoetermeer. Sinds 1 juni 2023 heet het LangeLand HagaZiekenhuis Zoetermeer. 
Locatie Leyweg · 
Juliana Kinderziekenhuis · 
Locatie Sportlaan · 
Zoetermeer · 
Zorgplein Westland
Diabetes Zorg Haaglanden ·
Diagnostisch Centrum Haaglanden ·
GGZ Delfland ·
Haaglanden Kliniek ·

HagaZiekenhuis ·
Haaglanden Medisch Centrum ·
Reinier de Graaf Groep
- International Standard Name Identifier: 0000 0004 0568 6689